# Euphorbia olowaluana
Euphorbia olowaluana är en törelväxtart som beskrevs av Earl Edward Sherff. Euphorbia olowaluana ingår i släktet törlar, och familjen törelväxter. IUCN kategoriserar arten globalt som nära hotad.
Artens utbredningsområde är Hawaii. Inga underarter finns listade i Catalogue of Life.